# Тодор Вълчев
Тодор Йорданов Вълчев е български финансист.

## Биография
Роден е на 28 октомври 1922 г. в гр. София. Завършва Стопанския факултет на Софийския университет през 1949 г. През 1951 г. е вербуван от Втора главно управление на ДС и му е даден псевдоним „Сотир“. През 1990 г. досието му е унищожено, но остават картони с името му като агент. От 1978 г. е доктор по международни икономически отношения. През 1951 г. специализира в Берлин, а през 1968 г. и в Москва. В периода 1958 – 1988 г. работи към Икономическия институт на БАН и в Центъра за Азия и Африка на академията. На 9 януари 1991 г. става управител (Гуверньор) на БНБ с назначение от Седмото велико народно събрание избран единодушно от СДС и БСП. Членува в Римския клуб. Участва в българската група по Национална стратегия „Ран-Ът“. Дългогодишен преподавател е във ВИИ „Карл Маркс“ (сега УНСС).

## Трудове
- Същност и методи на държавномонополистическото регулиране, Издателство на БАН, София, 1963
- Държавно-монополистическият капитализъм на съвременния етап, Изд. на БКП, София, 1964
- Краят на златно-доларовия стандарт, Издателство на БАН, София, 1980